# Пиццагейт

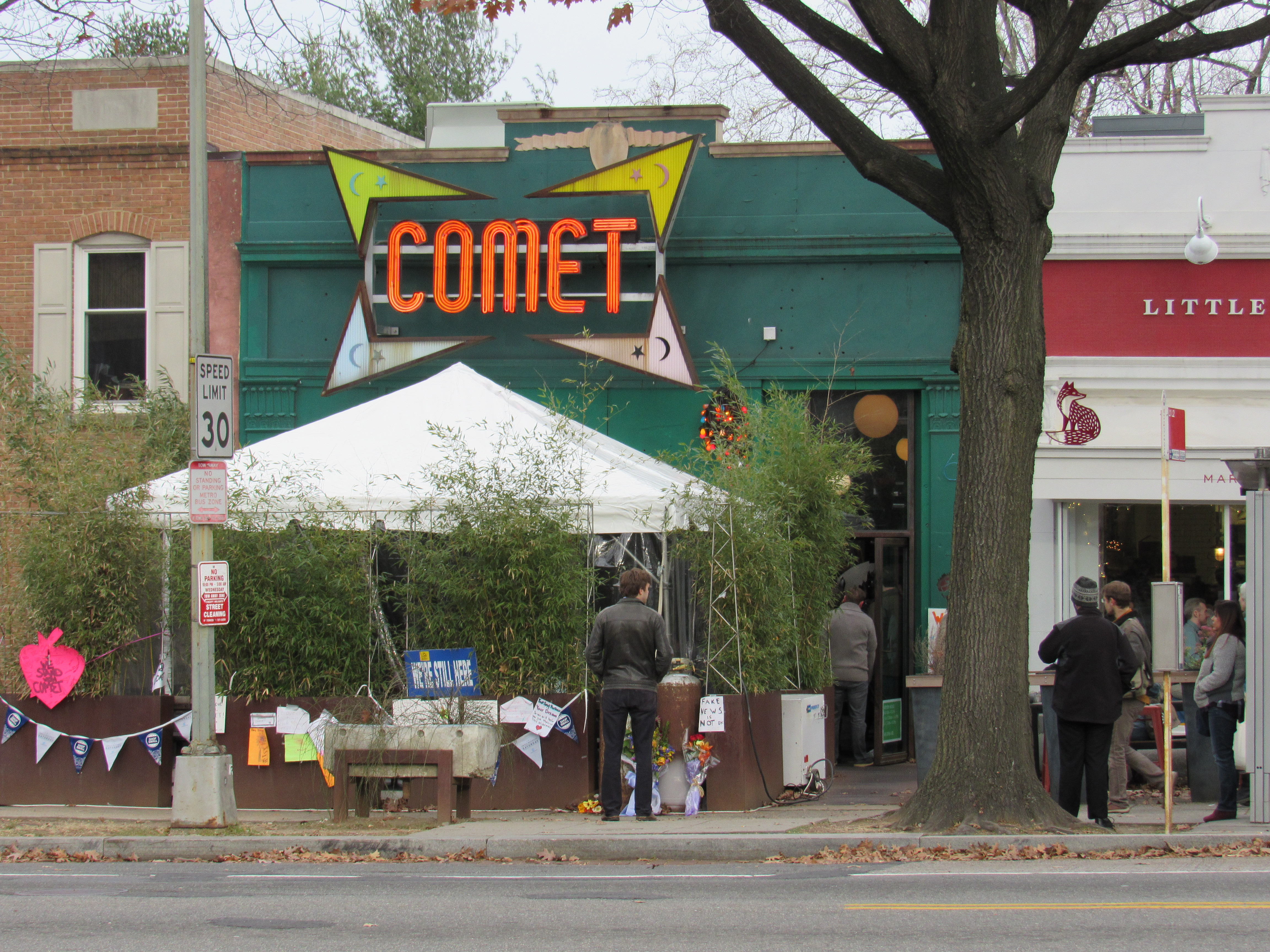
Пиццерия Comet Ping Pong

«Пиццагейт» (англ. Pizzagate) — теория заговора, согласно которой влиятельные сторонники Хиллари Клинтон связаны с тайной организацией педофилов. Появилась в США в период президентских выборов 2016 года.
Теория заговора возникла в результате публикации на различных сайтах и в соцсетях статей и постов, в которых обсуждалась возможная связь популярной пиццерии Comet Ping Pong в Вашингтоне с тайной и влиятельной организацией педофилов. Все эти публикации основывались на опубликованной на Wikileaks в разгар предвыборной гонки переписке начальника штаба Хиллари Клинтон Джона Подесты с владельцем пиццерии. Сторонники теории заговора строят свои предположения на основе «подозрительных» совпадений, фотографий в Instagram и других косвенных признаков.
Теория заговора была подвергнута критике и названа фальшивой новостью многими СМИ широкого политического спектра: от The New York Times до Fox News. Полицейский департамент федерального округа Колумбия назвал «Пиццагейт» «выдуманной теорией заговора».

## Появление и распространение

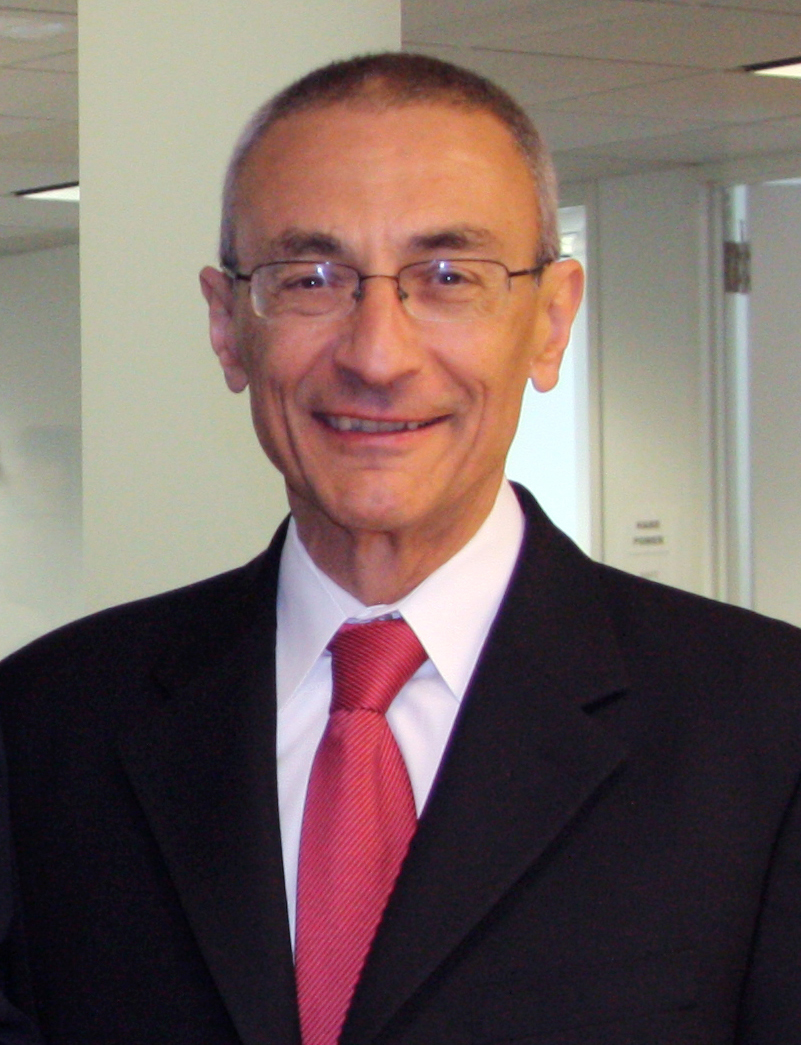
Джон Подеста

Сообщения о «Пиццагейте» начали появляться во время предвыборной гонки на президентских выборах 2016 года. Теория зародилась благодаря интернет-пользователям, изучавшим электронную почту Джона Подесты, опубликованную на Wikileaks в начале ноября 2016 года. Теория основывается на спекуляции о том, что некоторые из слов, регулярно встречающиеся в переписке Подесты, представляют собой кодовые слова, означающие педофилию и торговлю людьми. Сторонники теории полагают, что на встречах членов тайной педофильской организации практикуется сатанинское ритуальное насилие, что педофильские символы используются в логотипах ряда организаций, и что Джон Подеста и его брат Тони Подеста были причастны к исчезновению Мэдлин Макканн.
Теория была изложена на форуме Godlike Productions и на следующий день появилась на YourNewsWire, где цитировался пост с форума 4chan. История молниеносно разлетелась по сайтам фейковых новостей. В публикации на SubjectPolitics утверждалось, что полицейский департамент Нью-Йорка провёл обыски в доме Хиллари Клинтон, а заголовок новости на сайте Conservative Daily Post гласил, что ФБР «подтвердило» правдивость этой истории.
Примерно в это же время пользователи Twitter и 4chan начали изучать электронные письма Джона Подесты, разыскивая в них «кодовые слова», связанные с едой, которые предположительно свидетельствовали о существовании тайной организации, занимавшейся торговлей людьми. Согласно The New York Times, по мнению пользователей 4chan фраза «пицца с сыром» в переписке Подесты представляла собой кодовое слово для обозначения детской порнографии (в английском языке эти словосочетания имеют одинаковые начальные буквы составляющих: cheese pizza, child pornography). За несколько дней до президентских выборов статья о «Пиццагейте» появилась на Reddit, а затем и на других мейнстримных новостных сайтах. В статье на Reddit, впоследствии удалённой с сайта, говорилось о причастности к педофилии вашингтонской пиццерии Comet Ping Pong:
Все, связанные с этим бизнесом, делают полускрытые, полулукавые или полусаркастические упоминания о сексе с детьми. Художники, которые работают на них или с ними, производят на свет культовые произведения с изображением смерти, крови, обезглавливания, секса, и, конечно же, пиццы.
Историю подхватили сайты фейковых новостей и начали обсуждать альтернативные правые активисты.

## Угрозы и насилие
Пиццерия Comet Ping Pong начала получать сотни сообщений и телефонных звонков с угрозами от людей, поверивших в фейковую новость. Владелец ресторана, Джеймс Алефантис, получал угрозы убийством. Он рассказал The New York Times: «С момента, когда эта сумасшедшая, сфабрикованная теория заговора начала распространяться, мы оказались под постоянной атакой. Днями напролёт я только и занимаюсь тем, что пытаюсь устранить последствия этого и защитить моих работников и друзей от преследований». Сторонники теории обнаружили страницу Алефантиса в Instagram и использовали некоторые из найденных там фотографий для того, чтобы «доказать» теорию.
4 декабря 2016 года Эдгар Мэддисон Уэлч, 28-летний уроженец Северной Каролины, произвёл в Comet Ping Pong три выстрела из винтовки AR-15. В результате были повреждены стены, стол и дверь. Никто не пострадал. Позднее Уэлч рассказал стражам порядка, что планировал провести собственное расследование причастности пиццерии и её работников к педофилии. Он сдался полиции после того, как убедился, что в пиццерии не держали детей взаперти.